# Wit drieoogje
Het wit drieoogje (Trichoniscus pygmaeus) is een pissebed uit de familie Trichoniscidae. De wetenschappelijke naam van de soort is voor het eerst geldig gepubliceerd in 1899 door G. O. Sars.